# إيلي سوباشيانو
إيلي سوباشيانو (بالرومانية: Ilie Subășeanu)‏ (1906 – 1980) لاعب كرة قدم روماني راحل كان يجيد اللعب في خط الهجوم .
لعب طوال مسيرته الرياضية في نادي أوليمبيا بوخارست . شارك مع منتخب رومانيا في بطولة كأس العالم 1930 في الأوروغواي .

## وصلات خارجية
- إيلي سوباشيانو على موقع الاتحاد الدولي (مؤرشف)  (الإنجليزية)
- إيلي سوباشيانو على موقع قاعدة بيانات كرة القدم.إي يو (الإنجليزية)
- إيلي سوباشيانو على موقع ناشيونال فوتبول تيمز (الإنجليزية)
- إيلي سوباشيانو على موقع Soccerway.com (الإنجليزية)
- إيلي سوباشيانو على موقع عالم كرة القدم.نت (الإنجليزية)

- السيرة الذاتية[وصلة مكسورة]